# Rhabdamia
Rhabdamia ist eine Gattung der Kardinalbarsche (Apogonidae), die im Roten Meer und im tropischen Indopazifik verbreitet ist.

## Merkmale
Rhabdamia-Arten sind kleine Kardinalbarsche, die 5 bis 6 cm lang werden und einen fast transparenten, mit Rundschuppen oder schwachen Kammschuppen bedeckten Körper haben. Die Schwanzflosse ist gegabelt mit 15 verzweigten und unverzweigten oberen und unteren Flossenstrahlen. Die Hypuralia 1+2+3+4 sind zusammengewachsen. Die Prämaxillare ist mit ein oder zwei Reihen schlanker Zähne besetzt, je eine Zahnreihe findet sich im Unterkiefer und auf dem Vomer. Das Palatinum kann unbezahnt sein oder eine Zahnreihe haben. Die Supramaxillare, ein Knochen des Oberkiefers, fehlt. Grat und Kanten des Vorkiemendeckels  (Preoperculum) sind glatt. Magen und Darm sind schwärzlich, das Peritoneum silbrig mit Melanophoren.
- Flossenformel: Dorsale 1 VI–VII, Dorsale 2 I/9–11; Anale II/11–13, Pectorale 13–17, Caudale 9+8.
- Schuppenformel: SL 23–24.
- Kiemenrechen: 17–31.
- Wirbel 10+14.

## Arten
- Rhabdamia clupeiformis Weber, 1909
- Rhabdamia gracilis (Bleeker, 1856)
- Rhabdamia nigrimentum (Smith, 1961)
- Rhabdamia novaluna Yoshida et al., 2018
- Rhabdamia nuda (Regan, 1905)
- Rhabdamia spilota Allen & Kuiter, 1994